# Cubism
Cubism è un DVD pubblicato dai Pet Shop Boys nel 2007, che riguarda il loro concerto svolto il 14 novembre 2006 all'Auditorio Nacional di Città del Messico durante il loro Fundamental Tour. Oltre al concerto stesso, il DVD contiene il commento audio dei Pet Shop Boys stessi assieme al direttore artistico David Barnard, una galleria fotografica del concerto e un breve documentario intitolato "Pet Shop Boys in Mexico", che mostra il backstage del tour e l'accoglienza dei fan messicani all'arrivo del tour in Messico.

## Tracce
1. Psycho Intro (introduzione)
2. God Willing
3. Psychological
4. Left to My Own Devices
5. I'm with Stupid
6. Suburbia
7. Can You Forgive Her?
8. Minimal/Shopping
9. Rent
10. Dreaming of the Queen
11. Heart
12. Opportunities (Let's Make Lots of Money)/Integral
13. Numb
14. Se a vida é/Domino Dancing
15. Flamboyant
16. Home and Dry
17. Always On My Mind
18. Where the Streets Have No Name (I Can't Take My Eyes Off You)
19. West End Girls
20. The Sodom and Gomorrah Show
21. So Hard/It's a Sin
22. Go West

## IlFundamental Tour
Il concerto registrato nel DVD fu la data messicana del loro Fundamental Tour che i Pet Shop Boys intrapresero il 15 giugno 2006 in Norvegia e conclusero il 25 novembre 2007 in Romania. Il tour vide i Pet Shop Boys impegnati complessivamente per 109 concerti (in cui vi sono da aggiungere anche 5 date poi cancellate).
Il Fundamental Tour toccò diversi continenti, alcuni diverse volte, e più precisamente nel seguente ordine: Europa, Nord America, Europa, Sud America, Oceania, Europa, Asia, per poi concludersi definitivamente in Europa.

## Brani eseguiti
1. God Willing
2. We're the Pet Shop Boys solo in alcune date
3. Psychological
4. Left to My Own Devices
5. I'm with Stupid
6. Suburbia
7. Can You Forgive Her?
8. Minimal/Shopping
9. Rent
10. Dreaming of the Queen
11. Heart
12. Opportunities (Let's Make Lots of Money)/Integral
13. Paninaro solo in alcune date
14. Numb
15. Se a vida é/Domino Dancing
16. Flamboyant
17. Before solo in alcune date
18. Home and Dry
19. Always On My Mind
20. Where the Streets Have No Name (I Can't Take My Eyes Off You)
21. West End Girls
22. The Sodom and Gomorrah Show
23. So Hard/It's a Sin
24. Go West
25. Being Boring solo in alcune date